# Gucheng (Xiangyang)
Gucheng (chiń. upr. 谷城县; chiń. trad. 穀城縣; pinyin Gǔchéng Xiàn) – powiat w północno-zachodniej części prefektury miejskiej Xiangyang w prowincji Hubei w Chińskiej Republice Ludowej. Według danych z 2010 roku, liczba mieszkańców powiatu wynosiła 523607.